# Alex Florea
Alex Florea (født 15. september 1991) er en rumænsk sanger som repræsenterede Rumænien sammen med Ilinca ved Eurovision Song Contest 2017 med sangen "Yodel It!" de opnåede en 7. plads.